# Жеф Журіон
Жеф Журіон́ (фр. Jef Jurion), (повне ім'я: Жозеф Арман Журіон, фр. Joseph Armand Jurion, * 24 лютого 1937, Сент-Пітерс-Леув, провінція Фламандський Брабант, Бельгія) — бельгійський футболіст. Один з найкращих півзахисників Європи кін. 1950-х — поч. 1960-х років. Провів 64 гри за національну збірну Бельгії, забив 9 м'ячів. Восьмиразовий чемпіон Бельгії. Один з небагатьох футболістів найвищого рівня, які грали на полі в окулярах.

## Кар'єра
Перший поєдинок за «Андерлехт» (Брюссель) Журіон провів у листопаді 1954 року. До 1957-го правий крайній нападник (за тодішньою схемою 3-2-5) виступав у клубі поряд з легендою бельгійського футболу — центрфорвардом Жефом Мермансом, який починав кар'єру ще до війни.
У 1955 році колектив, перемігши у чемпіонаті, виборов право представляти Бельгію у дебютному розіграші Кубка європейських чемпіонів. Дебют був невдалим — 7 вересня 1955 р. «Андерлехт» у першому матчі програв у Будапешті від клубу «Ворош Лабоґо» з рахунком 3:6, пропустивши у свої ворота перший гет-трик в історії нового турніру. Його здобув нападник господарів Петер Палоташ і це підтвердило те, що угорський футбол у 50-х роках був на провідних місцях в Європі.
У 1957 році Жеф Журіон став першим у історії футболістом «Андерлехта», який отримав бельгійський «Золотий бутс» (нагорода найкращому футболістові першості країни). Півзахисник був талановитим шпільмахером — володів точним пасом, вправно керував грою команди.
Прославився на всю Європу у 1962 році, коли його гол, забитий за «Андерлехт», вибив із розіграшу Кубка європейських чемпіонів мадридський «Реал» (1:0). Іспанці не встигли відігратися, бо це була вже повторна гра. Перший матч (у Мадриді) команди звели унічию — 3:3. Після цієї перемоги Журіон отримав прізвисько «Містер Європа».
Загалом разом з «Андерлехтом» здобув 8 титулів чемпіона Бельгії.
Після завершення ігрової кар'єри тренував бельгійські клуби «Локерен», «Беверен» і «Ла Лув'єр».

## Титули та досягнення
- Чемпіон Бельгії: 1955, 1956, 1959, 1962, 1964, 1965, 1966 і 1967
- Кубок Бельгії: 1965
- Найкращий футболіст Бельгії: 1957 та 1962